# Стрипперелла
Стрипперелла (англ. Stripperella) — американский телевизионный мультсериал, ориентированный на взрослую аудиторию. Создан Стэном Ли. Главный персонаж, основанный на образе Памелы Андерсон и озвученный ей самой, — стриптизёрша по имени Эротика Джонс, которая также является супергероиней/секретным агентом Стриппереллой. Сериал производился студиями The Firm и Nickelodeon Animation Studios. В Соединённых Штатах ему был присвоен рейтинг TV—MA (не рекомендовано детям до 17).
По сюжету в первую очередь — пародия, в которой гротескно преувеличены классические, архаичные штампы типа «эффектная блондинка, побеждающая зло», «супермен, о тайной жизни которого никто не догадывается» и т. п.

## Главная героиня
Способности Стриппереллы заключаются в увеличенных рефлексах и чувствах, незаурядном уровне сообразительности (замечает неочевидные вещи, на которые остальные персонажи не обращают внимания), нечеловеческой силе (способна удерживать большое, падающее дерево над головами неблагодарных детей… из Эпизода 13: Проклятие бобра-оборотня), необычайно высоких прыжках, сексуальных боевых искусствах и, конечно, убийственных стриптизёрских движениях. Она дважды доказывала, что устойчива ко всем температурам и погодным условиям, но на экране это упоминалось вскользь. У неё есть доступ ко многим бондовским высокотехнологичным устройствам сомнительного использования, вроде аннигилятора для пенни или насадок на соски для резки стекла. Также она использует свои экстравагантные волосы цвета блонд как парашют. По словам героини, её грудь — природный детектор лжи.
У неё есть брат по имени Чипперелла, который тоже живёт двойной жизнью стриптизёра и супергероя/секретного агента. Он был кратко упомянут, когда Стрипперелла временно потеряла веру в свои способности борьбы с преступниками, будучи уменьшенной Крошкой Фраем. Он оказывается мускулистым и привлекательным блондином, а Стрипперелла и Шеф Строганофф нежно называют его Чип. Строганофф рассказывает Стрипперелле о том, что память её брата была стёрта; правда, позднее она была по большей части восстановлена, за исключением слова «невозможно», которое навсегда стёрлось из его памяти.

## Трансляция по ТВ
Стрипперелла дебютировала на Spike TV весной 2003 и продлилась 1 сезон, включающий 13 эпизодов. Андерсон описала сериал как не сексуальный, несмотря на очевидные двойные смыслы и полную лобовую наготу (которая была затуманена во время показа по Spike TV).
Анимационный стиль на половине показа сменился, сделав ярче и отредактировав вид многих главных персонажей. Для примера, Стрипперелла теперь натягивала маску с большими дырами для глаз, как у Бэтгёрл. Стриптизерша Персефона получила более тёмный цвет лица и акцент, который необъяснимо менялся от эпизода к эпизоду.
В Австралии Стриппереллу начали показывать без цензуры на SBS TV. Сериал начался в понедельник 13 марта 2006 в 21:00 по местному времени (9:00PM), ранее же показывался преимущественно в утреннее время по Nine Network.
В Соединённом Королевстве Стрипперелла выходила как часть программного блока Adult Swim. В Германии сериал показывали на Comedy Central Germany, доступный любой аудитории.
В Италии его показали по FX Italia; в Латинской Америке его передавали на MTV Latin America; в Бразилии передавали на Multishow.
В России  его показали по 2X2

## Повторяющиеся действующие лица
- Стрипбар, где работает Эротика, «Нежные ложбины» — владелец Кевин, гомосексуальный бармен Леонард и танцовщицы Персефона, Жизель и враждебно настроенная Кэт.
- Главное противоборство между «Нежными ложбинами» и «Силиконовыми Холмами», владельцем последнего является Дирк МакМахон (озвучил Винс МакМахон).
- Стрипперелла работает на агентство ФУГГ вместе с Шефом Строганофф, техниками Халом и Бернардом, влюблёнными в Стриппереллу, специальным агентом 14 и самым сексуальным латиноамериканским любовником Армандо.
- Есть два возвращающихся злодея — самый дешёвый злодей в мире Дешёвка (озвучил Джон Ловитц) со своими помощниками и Королева Клиторис (произносится как kli-TOR-is).
- Репортёр Скип Визерс появляется, когда необходимо телевизионное освещение новостей. Странный Эл появляется дважды без всякой сюжетной линии.

## Описание серий
Примечание: список в соответствии с хронологией релиза на DVD. Spike TV показывал эпизоды не по порядку. Даты показа не были изменены.
| #  | Название                                  | Краткое описание | Дата показа     |
| -- | ----------------------------------------- | --- | --------------- |
| 1  | Красавица и целлюлит (1)                  | В премьерном эпизоде Стрипперелла должна встретиться лицом к лицу с её первой угрозой, Доктором Кесарян, пластическим хирургом, который вживлял красивым моделям смертельные имплантаты, заставляющие их набрать вес и ожиреть. | 26 июня 2003    |
| 2  | Красавица и целлюлит (2)                  | После обнаружения злодея, ответственного за ожирение нескольких супермоделей, Стрипперелла узнаёт, что одной из них «устроили ловушку» с бомбой, замаскированной как грудной имплантат. | 2 октября 2003  |
| 3  | Преступления не окупаются.. Честно-честно | Стрипперелла пошла против низкопробного злодея, Дешёвки, преступника, чья идея первоклассного ограбления свалила бы разве что 89-центовый магазин. | 3 июля 2003     |
| 4  | Все любят Барыгу                          | Стрипперелла открывает правду успеха сети «магазина на диване» Барыги Галор, которая заключается в том, что продукция Барыги сделана из человеческой кожи. | 10 июля 2003    |
| 5  | Клинко в гневе                            | Клинко, мастер копицентра, использует свои копировальные машины для промывания мозгов клиентов, превращая их в преступников и заставляя выполнять грязные дела. | 17 июля 2003    |
| 6  | Лизнешь лишь дважды                       | Мы знакомимся со злой Королевой Клиторис, которая со своего тайного острова готовится обрушить свою ярость против человечества. | 24 июля 2003    |
| 7  | Подружка невесты                          | Молли Лампкин, после того как 226 раз побывала подружкой невесты и ни разу невестой, идёт на охватившие весь город похищения женихов со свадеб. Её план состоит в выборе одного из них для замужества и убийстве оставшихся с помощью лазерного обручального кольца. Стрипперелла должна организовать поддельную свадьбу и рискнуть её собственным «Мистером идеал».                                                                                            | 12 февраля 2004 |
| 8  | Маленькие большие неприятности            | Крошка Фрай хочет уменьшить все вокруг и стать самым высоким человеком. Стрипперелла спешит нарушить его планы, но уменьшается. Шеф разговаривает со Стриппереллой и убеждает её, что размер не имеет значения. Стрипперелла идёт и побеждает. Тем временем Кэт, стриптизёрша, узнаёт секрет о двойной жизни Эротики. Проблема в том, что она ударяется головой и забывает об этом… потом снова вспоминает… и снова получает удар по голове.                    | 19 февраля 2004 |
| 9  | Извержение вулкана                        | Кто-то похитил всех умных детей из высшей школы, и Стрипперелла (замаскированная как ученица «Кэти Терия») должна остановить похитителя. | 26 февраля 2004 |
| 10 | Фокусники-злодеи                          | Эротика номинирована на звание Стриптизёрши года в невероятном Лас-Вегасе, но Стрипперелла должна остановить пару злых фокусников, одетых в маски. Сможет ли Эротика получить награду? Сможет ли Стрипперелла помешать мошенникам вовремя? И вернёт ли Кевин свои деньги? | 4 марта 2004    |
| 11 | Дешевый понт или Хватит штамповать гроши  | Дешёвка вернулся и готов украсть несколько медных слитков общей стоимостью $16 с помощью Эротики, замаскировавшейся под Робин Такую-то. Тем временем Кевин попал в беду из-за недопонимания в казино, сел в тюрьму и выиграл отпуск на Гавайи. | 11 марта 2004   |
| 12 | Возвращение Королевы                      | Королева Клиторис вернулась и в этот раз хочет, чтобы Стрипперелла умерла! Клиторис замышляет жестокий заговор и заманивает Стриппереллу в своё логово на острове. Сможет ли Стрипперелла выбраться с острова вовремя, чтобы спасти свою жизнь? | 18 марта 2004   |
| 13 | Проклятие бобра-оборотня                  | Больной астмой водитель съезжает с дороги, дабы избежать столкновения с животным, и врезается в дерево. Он атакован животным — светящимся бобром — и превращается в гигантского светящегося бобра-оборотня, впадает в бешенство, жуёт все деревянное, что попадается ему на пути, и терроризирует людей. Стрипперелла должна остановить этого яростного бобра-оборотня без нарушения своих этических принципов ненанесения вреда симпатичным пушистым животным. | 1 апреля 2004   |

## Комиксы
Изначально Humanoids Publishing должен был опубликовать промокомикс «Стрипперелла» (издатели журнала Métal Hurlant) параллельно с мультсериалом, но творческие разногласия между TNN/Spike TV и Памелой Андерсон, увидевшей это, прекратили этот проект до его публикации.

## DVD
Полный DVD бокс-сет, вышедший в 2005 году, содержит версию сериала без цензуры и новую заглавную тему, заменившую оригинальную песню Кида Рока.

## Правовой спор
В 2003 году экс-стриптизерша Джанет Кловер, aka Джазз, aka Стрипперелла подала судебный иск во флоридский окружной суд Daytona Beach против Viacom, Стэна Ли и Памелы Андерсон, утверждая, что она настоящий создатель Стриппереллы и Стэн Ли украл её идею, когда она обсуждала это во время приватного танца. Кловер подала иск лично, без поверенного, так как она не могла (по её заявлениям) оплатить $6000 за его услуги. Иск был подан от имени несуществующего «Офиса профессиональных адвокатов — моральное и этическое подразделение» (Office of the Professional Nurse Advocate — Moral and Ethical Division), потому что, как она сказала, это звучит более внушительно, чем если бы иск был подан стриптизёршей в отставке.
Судебный процесс привлек внимание СМИ, и история была оглашена агентством новостей Associated Press и национальными СМИ, включая People и Entertainment Weekly, после чего адвокаты Нью-Йорка узнали об этом деле и предложили свои услуги. Кловер отзывает свой иск до того, как его подвергнут сомнению, и уже с поверенным повторно подаёт иск, конкретно к Ли. Несмотря ни на что, этот процесс, так же как и творческие разногласия, привёл к закрытию сериала.